# Lo spietato (film 2019)
Lo spietato è un film del 2019 diretto da Renato De Maria.
La pellicola è l'adattamento cinematografico del saggio Manager calibro 9 scritto da Piero Colaprico e Luca Fazzo, ispirato alla storia del criminale Saverio Morabito.

## Trama
A sedici anni, Santo Russo lascia la Calabria con sua madre e il suo fratellino per raggiungere il padre, ex affiliato della 'ndrangheta, allontanato dall'organizzazione a causa di un torto commesso. La famiglia si stabilisce a Romano Banco, in periferia di Milano, dove Santo inizia a lavorare come facchino e stringe amicizia con Mario Barbieri, figlio del titolare della salumeria del paese; qui inizia anche a imparare il dialetto milanese. Santo è circondato comunque dagli elementi di spicco della malavita di Milano, tra cui gli 'ndranghetisti del suo paese di origine, sotto il comando dei boss della famiglia Gaetani.
La notte di capodanno, mentre la sua famiglia festeggia in casa con dei nuovi amici anch'essi calabresi, Santo e Mario girano ubriachi per le strade di Milano, quando vengono fermati dalla polizia vicino a una Lambretta rubata, sospettando di loro. Appurata la loro innocenza, la polizia contatta i genitori dei due ragazzi, ma il padre di Santo si rifiuta di riconoscerlo, e costringe quindi il ragazzo a passare quattro mesi nel carcere minorile Beccaria. Qui Santo fa amicizia con Slim, un ragazzo anch'egli calabrese, in carcere per alcune rapine, instaurando un ottimo rapporto, che si tramuterà in una collaborazione di affari loschi.
Dalle rapine ai sequestri di persona, fino alla raffinazione di eroina, un'ascesa criminale in collegamento con la 'ndrangheta in Lombardia, che si concluderà con la collaborazione con la giustizia.

## Promozione
Il primo trailer del film viene diffuso il 21 marzo 2019.

## Distribuzione
Il film è stato distribuito nelle sale cinematografiche italiane solo l'8, 9 e 10 aprile 2019 per poi essere distribuito su Netflix dal 19 aprile.

## Riconoscimenti
- 2019 - Nastro d'argento[4]
  - Candidatura per il miglior produttore a Bibi Film e Rai Cinema
  - Candidatura per il miglior attore protagonista a Riccardo Scamarcio
- 2019 - Noir in Festival[5]
  - Premio Caligari al miglior film